# Hadennia pallifascia
Hadennia pallifascia är en fjärilsart som beskrevs av Holloway 1976. Hadennia pallifascia ingår i släktet Hadennia och familjen nattflyn. Inga underarter finns listade i Catalogue of Life.